# Moldauische Badminton-Juniorenmeisterschaft
Moldauische Badminton-Juniorenmeisterschaften werden seit 1995 ausgetragen.

## Die Titelträger
| Saison    | Herreneinzel    | Dameneinzel      | Herrendoppel                    | Damendoppel                      | Mixed                         |
| --------- | --------------- | ---------------- | ------------------------------- | -------------------------------- | ----------------------------- |
| 1995      | Anton Ursu      | Nadia Litvinenko | Anton Ursu Denis Safonov        | Nadia Litvinenko Victoria Dulap  | Anton Ursu Nadia Litvinenko   |
| 1996      | Alexsei Rusu    | Nadia Litvinenko | Alexsei Rusu Anton Ursu         | Nadia Litvinenko Victoria Dulap  | Denis Safonov Victoria Dulap  |
| 1997      | Anton Ursu      | Marina Buruian   | Anton Ursu Egor Ursatii         | Nadia Litvinenko Victoria Dulap  | Anton Ursu Nadia Litvinenko   |
| 1998      | Egor Ursatii    | Victoria Dulap   | Egor Ursatii Nihaenko           | Nadia Litvinenko Cijova          | Egor Ursatii Nadia Litvinenko |
| 1999      | Egor Ursatii    | Olga Tarachila   | Egor Ursatii Artur Troshin      | Olga Kuzmenko Olga Taracila      | Egor Ursatii Olga Kuzmenko    |
| 2000      | Egor Ursatii    | Olga Kuzmenko    | Egor Ursatii Artur Troshin      | Olga Kuzmenko Alexandra Klimchuk | Egor Ursatii Olga Kuzmenko    |
| 2001      | Egor Ursatii    | Olga Kuzmenko    | Egor Ursatii Serghei Burdian    | Olga Kuzmenko Oxana Cernega      | Olga Kuzmenko                 |
| 2002      | Serghei Burdian | Olga Kuzmenko    | Alexandr Morari Serghei Burdian | Olga Kuzmenko Oxana Cernega      | Serghei Burdian Olga Kuzmenko |
| 2003      | Serghei Burdian | Olga Kuzmenko    | Alexandr Morari Serghei Burdian | Olga Kuzmenko Oxana Cernega      | Serghei Burdian Olga Kuzmenko |
| 2004 2024 | keine Daten     | keine Daten      | keine Daten                     | keine Daten                      | keine Daten                   |